# アリシ・トゥプアイレイ
アリシ・トゥプアイレイ（Alisi Tupuailei、1980年9月28日 - ）は、サモア出身のラグビー選手。

## プロフィール
- ポジションはセンター(CTB)。
- 身長 187cm、体重 116kg
- 日本代表キャップは20。（2016年3月現在）
- 7人制日本代表に選出されたこともある。
- ニックネームはチョコ[1]。

## 略歴
7歳でラグビーを始めた。
リンウッド高校、ニュージーランド州代表選手権のカンタベリーを経て、2004年、ホンダヒートに加入。6シーズンプレーした。
2009年、ラグビーワールドカップセブンズ2009の7人制日本代表に選出された。　
2010年、キヤノンイーグルスに加入。
2011年、ラグビーワールドカップ2011の日本代表に選ばれる。　
2012年、キヤノンを退団した。　